# Снежна слепота
Снежната слепота (на латински: Niphablepsia) е болестно състояние, което възниква след продължително излагане на очите на ултравиолетова светлина. Дължи се на кератит и/или конюнктивит.
Състоянието възниква от няколко минути до един ден, след облъчването, в зависимост от неговия интензитет. Отначало се появява чувство за „глождене“ и „парене“ в очите. При по-тежки поражения се появяват болки и фотопсии. В най-тежките случаи възниква частична, а понякога и пълна, временна или постоянна слепота.
Най-честата причина за заболяването е излагане на очите на отразена от обширни водни, снежни или ледени повърхности слънчева светлина, типично за високите географски ширини. Интензитетът на ултравиолетовата светлина нараства правопропорционално на надморската височина, така че заболяването се наблюдава във високопланинските местности дори и в топлите летни дни. Подобно състояние се наблюдава при облъчване на очите от заваряване, електрическа дъга и други подобни.